# Bayerische Archivschule
Die Bayerische Archivschule bildet für den bayerischen mittleren, gehobenen und höheren Archivdienst aus. Sie ist bei der Generaldirektion der Staatlichen Archive Bayerns angesiedelt und angegliedert an die Hochschule für den öffentlichen Dienst in Bayern.

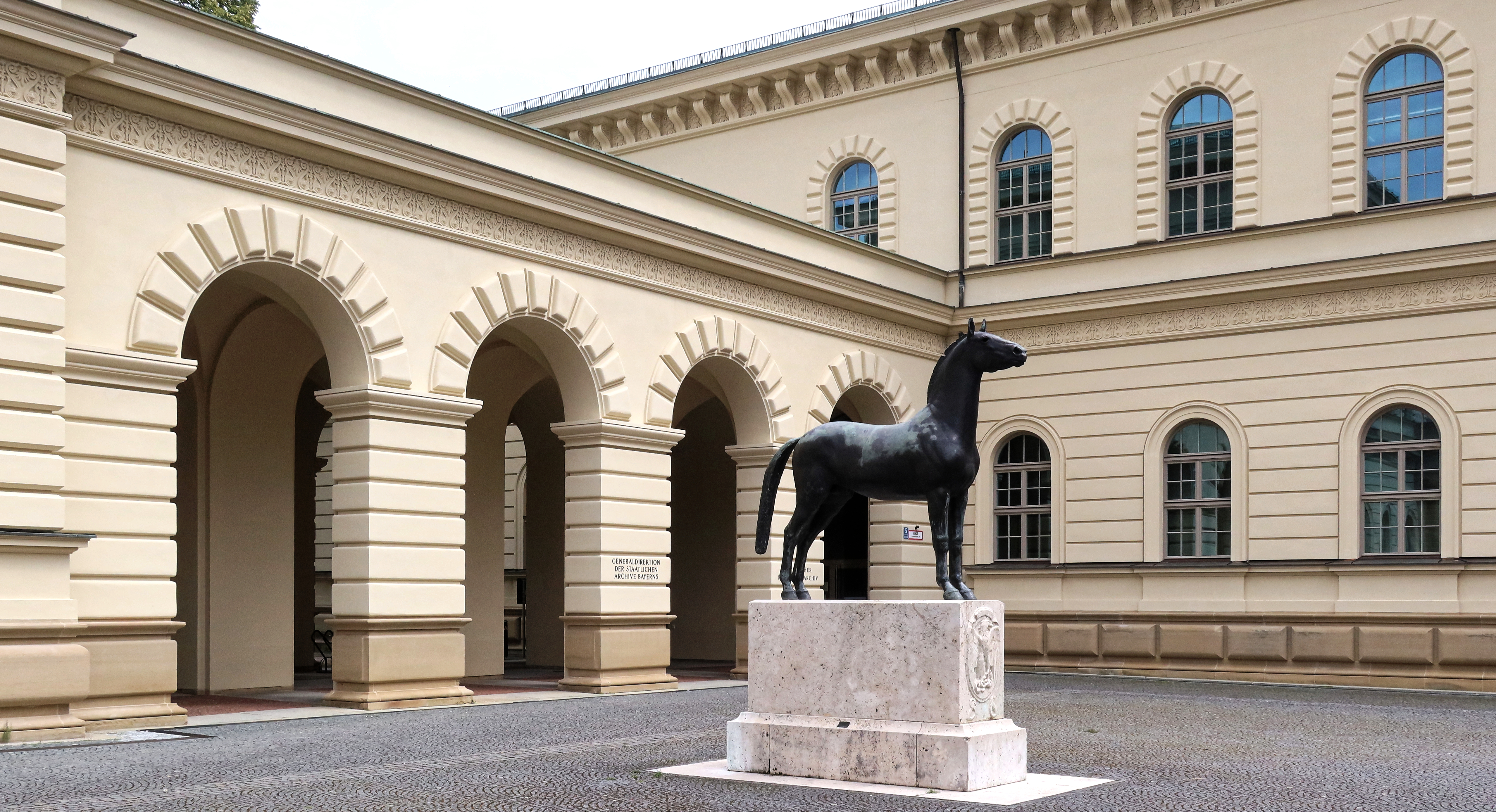
Staatsarchiv München

## Geschichte
Die Bayerische Archivschule wurde 1821 als Archivalisches Unterrichtsinstitut gegründet. Sie gehörte zu jener Zeit zum Königlichen Allgemeinen Reichsarchiv. Initiator dieses ersten Keims der Bayerischen Archivschule war Johann Karl Sigmund Kiefhaber, ab 1812 erster Adjunkt des Königlichen Allgemeinen Reichsarchivs.
Franz von Löher, 1864 bis 1888 Direktor des Reichsarchivs, hob die Bedeutung und Wichtigkeit der Gründung einer Archivschule hervor, zum Beispiel in seinem Werk Archivlehre. 1871 wurde allgemein die Notwendigkeit der Gründung einer Archivschule betont. Die Archivschule München entstand dann aus dem Archivalischen Unterrichtsinstitut und war zunächst mit 300 Gulden jährlich ausgestattet, wobei bemerkt wurde, dass dieser Betrag nicht genüge. 1873 wurde versucht diesen Etat auf 500 Gulden aufzustocken, was jedoch vom Landtag abgelehnt wurde. Bei der Diskussion darüber wurde dann festgestellt, dass es den Beamten des Reichsarchives nicht zuzumuten sei, neben ihrer regulären Arbeit unentgeltlich Vorträge und Unterricht an der Archivschule zu halten. Franz von Löher kann also als der Gründer der Archivschule München angesehen werden, die stellenweise als Löhers Münchner Archivschule bezeichnet wird.
Aus der Archivschule München ging Anfang des 20. Jahrhunderts die Bayerische Archivschule hervor.
Die Fachlaufbahn Gehobener Archivdienst entstand 1924. Die Ausbildung dazu fand an der Bayerischen Archivschule statt. 1974 verlor die Bayerische Archivschule ihre Selbständigkeit. Sie wurde in die neu gegründete Bayerische Beamtenfachhochschule integriert. Nun war die Bayerische Archivschule nur noch Ausbildungsstätte für die Beamten der 2. und 4. Qualifikationsebene. Ab 2003 benannte sich die Bayerische Beamtenfachhochschule in Fachhochschule für öffentliche Verwaltung und Rechtspflege in Bayern um. Eine weitere Umbenennung fand 2016 in Hochschule für den öffentlichen Dienst in Bayern statt. Diese enthält nun die Bayerische Archivschule.
Die Archivschule ist in den Gebäuden des Bayerischen Hauptstaatsarchivs, Schönfeldstraße 5–11, 80539 München untergebracht.

## Aufgaben
Die Bayerische Archivschule dient der Ausbildung der Archivare. Diese Ausbildung umfasst den physischen Erhalt und die Pflege der Bestände, die inhaltliche Beurteilung der Archivwürdigkeit von Dokumenten und ihre Erschließung, rechtliche Fragen, ihre Verwaltung, Zugriff auf die Bestände auch mittels EDV und die inhaltliche Vermittlung der Archivinhalte nach außen.

## Weitere Archivschulen in Deutschland
In Deutschland existieren zwei ähnliche Einrichtungen:
- In ihrem Fachbereich Informationswissenschaften ermöglicht die Fachhochschule Potsdam eine Ausbildung zum Bachelor (B. A. Archiv), eine Fernweiterbildung zum gleichen Abschluss sowie einen Fernweiterbildungs-Masterstudiengang Archivwissenschaft.
- Die Archivschule Marburg ist eine Fachhochschule für Archivwesen und gleichzeitig Institut für Archivwissenschaft der Bundesrepublik Deutschland. Sie bildet beamtete Archivarinnen und Archivare des höheren und gehobenen Archivdienstes aus.

## Leiter, Lehrer und Angestellte an der Archivschule
- Daniel Burger (* 1971), deutscher Archivar und Historiker
- Peter Fleischmann (* 1955), deutscher Historiker und Hochschullehrer
- Reinhard Heydenreuter (* 1942), deutscher Jurist und Historiker
- Ignaz Hösl (1881–1963), deutscher Archivar
- Gerhard Immler (* 1961), deutscher Archivar und Historiker
- Walter Jaroschka (1932–2008), deutscher Archivar und Generaldirektor der Staatlichen Archive Bayerns
- Margit Ksoll-Marcon (* 1956), deutsche Historikerin und Archivarin, Leiterin der Archivschule (2008–2022)
- Edgar Krausen (1912–1988), deutscher Archivar und Historiker
- Sylvia Krauss-Meyl (* 1951), deutsche Historikerin, Archivarin und Autorin
- Hermann Rumschöttel (* 1941), deutscher Archivar und Historiker
- Martin Schramm (* 1975), ein deutscher Archivar
- Michael Stephan (* 1954), deutscher Archivar, Historiker und ehemaliger Leiter des Stadtarchivs München

## Absolventen der Archivschule
- Karl-Otto Ambronn (* 1939), deutscher Archivar und Heimatforscher
- Heinrich Börsting (1900–1969), deutscher katholischer Priester und Bistumsarchivar
- Bernhard Grau (* 1963), deutscher Historiker, Archivar und Autor
- Hans-Walter Herrmann (* 1930), deutscher Historiker und Archivar
- Siegfried Hofmann (1930–2014), deutscher Kulturreferent, Stadtarchivar und Stadtheimatpfleger der Stadt Ingolstadt
- Heinz Lieberich (1905–1999), deutscher Rechtshistoriker und Archivar
- Rudolf M. Kloos (1926–1982), deutscher Historiker, Epigraphiker und Archivar
- Peter Pfister (* 1952), deutscher römisch-katholischer Theologe, Kirchenhistoriker, Archivwissenschaftler, Autor und Publizist, Diakon
- Gerhard Rechter (1951–2012), deutscher Historiker und Archivar
- Heinrich Wanderwitz (* 1949), deutscher Historiker und Archivar